# シミアス
シミアス（希: Σιμμίας）は、紀元前5世紀から紀元前4世紀にかけて生きた、古代ギリシアのテーバイ出身の哲学者。同郷のケベスと共に、ソクラテスの親しい友（弟子）であったことが、プラトンやクセノポンの著作を通じて知られる。
プラトンの『パイドン』の登場人物として知られ、ケベスと共に、死刑当日のソクラテスを相手に、「魂の不死」について問答した人物として描かれている。またその中で、彼がケベスと共に、かつてピュタゴラス派のピロラオスの教えを受けていたことが言及されている。
また『クリトン』においては、クリトンに自分以外でソクラテスの脱獄・逃亡の手助けができる意思と金を持ち合わせている人物として、ケベスと共に言及されている。また『第十三書簡』内でも、ケベスと共に言及されている。
クセノポンの『ソクラテスの思い出』第1巻第2章では、クリトン、（富豪カリアス3世の異父弟である）ヘルモゲネス、カイレポンとカイレクラテスの兄弟、そしてケベス等と共に、ソクラテスと特に親しい友人として言及されている。また第3巻第11章でも言及されている。
ディオゲネス・ラエルティオスの『ギリシア哲学者列伝』第2巻第15章には、ソクラテスの関係人物の1人として、彼を扱う項目が設けられており、そこでは彼が、
- 『知恵について』
- 『推理について』
- 『音楽について』
- 『叙事詩について』
- 『勇気について』
- 『哲学のついて』
- 『真理について』
- 『文字について』
- 『教えることについて』
- 『技術について』
- 『役職につくことについて』
- 『ふさわしいことについて』
- 『望ましいものと避けるべものについて』
- 『友人について』
- 『知ることについて』
- 『魂について』
- 『よく生きることについて』
- 『可能なことについて』
- 『金銭について』
- 『生命について』
- 『美とは何か』
- 『世話について』
- 『恋について』

という23篇の対話篇を残していたことが言及されている。